# FC Biokhimik-Mordovia Saransk
El FC Biokhimik-Mordovia Saransk (del ruso: «Биохимик-Мордовия» (Саранск)) fue un equipo de fútbol de Rusia que alguna vez jugó en la Segunda División de Rusia, la tercera liga de fútbol en importancia en el país.

## Historia
Fue fundado en el año 1992 en la ciudad de Saransk con el nombre FC MGU Saransk tras la desaparición de la Unión Soviética, donde la mayor parte de su historia fue un club de categoría profesional, el cual cambió de nombre en varias ocasiones, las cuales fueron:
- 1992: FC MGU Saransk
- 1993–1994: FC Saranskeksport Saransk
- 1995: FC Biokhimik Saransk
- 1996–2004: FC Biokhimik-Mordovia Saransk

El club vagó entre la tercera y cuarta división, militando principalemte en la Segunda División de Rusia, en donde su mejor posición fue un quinto lugar de grupo, lejos de los puestos de ascenso a la Primera División de Rusia.
El club desapareció en el año 2005 luego de que se fusionara con el FC Mordovia Saransk para que la ciudad tuviese un club profesional más competitivo en el fútbol de Rusia.

## Resultados
- de 1995 a 1997 - Tercera División de Rusia
- de 1998 a 2004 - Segunda División de Rusia

### Posiciones finales
1995 – 7.º
1996 – 7.º, zona 5

1997 – 7.º, zona 5

1998 – 8.º, zona “Povolzhye”

1999 – 8.º, zona “Povolzhye”

2000 – 12.º, zona “Povolzhye”

2001 – 10.º, zona “Povolzhye”

2002 – 5.º, zona “Povolzhye”

2003 – 18.º, zona “Center”

2004 – 7.º, zona “Center”